# Cephalobus brevicaudatus
Cephalobus brevicaudatus är en rundmaskart. Cephalobus brevicaudatus ingår i släktet Cephalobus och familjen Cephalobidae. Inga underarter finns listade i Catalogue of Life.